# Stanislav Gomozkov
Stanislav Nikolajevitsj Gomozkov, Russisch: Станислав Николаевич Гомозков, (Asipovitsjy, BSSR, 3 augustus 1948) is een voormalig professioneel tafeltennisser die uitkwam voor de Sovjet-Unie.
Hij werd in 1975 samen met landgenoot Tatjana Ferdman wereldkampioen in het gemengd dubbelspel. Samen met Zoja Roednova werd hij viermaal achtereenvolgens Europees kampioen in diezelfde discipline (1968-1974).

## Belangrijkste resultaten
- WK
  -  Goud in het gemengd dubbelspel in 1975 in Calcutta met Tatjana Ferdman.
  -  Zilver in het mannen dubbelspel in 1967 in Stockholm met Anatoli Amelin.
  -  Brons in het mannen dubbelspel in 1969 in München met Anatoli Amelin.
- EK
  -  Goud in het gemengd dubbelspel in 1968 in Lyon met Zoja Roednova.
  -  Goud in het gemengd dubbelspel in 1970 in Moskou met Zoja Roednova.
  -  Goud in het gemengd dubbelspel in 1972 in Rotterdam met Zoja Roednova.
  -  Goud in het gemengd dubbelspel in 1974 in Novi Sad met Zoja Roednova.
  -  Zilver met het team in 1966 in Londen.
  -  Zilver met het team in 1968 in Lyon.
  -  Brons in het mannen dubbelspel in 1966 in Londen met Anatoli Amelin.
  -  Brons in het mannen dubbelspel in 1968 in Lyon met Anatoli Amelin.
  -  Brons in het mannen dubbelspel in 1970 in Moskou met Anatoli Amelin.
  -  Brons in het mannen dubbelspel in 1974 in Novi Sad met Sarkis Sartsjajan.
  -  Brons in het gemengd dubbelspel in 1976 in Praag met Zoja Roednova.
  -  Brons met het team in 1976 in Praag.